# Emre Vural
Emre Vural (* 1. Januar 1992) ist ein türkischer Badmintonspieler.

## Karriere
Emre Vural nahm 2009 und 2010 an den Badminton-Juniorenweltmeisterschaften teil. 2009 siegte er bei den Bulgarian Juniors. Bei den Bahrain International 2010 wurde er Dritter, bei den Syria International 2010 und den Iraq International 2012 Zweiter. 2012 wurde er Balkanmeister.
Im Februar 2013 nahm er mit der Nationalmannschaft an der Mannschaftseuropameisterschaft in Ramenskoje teil, schied dort allerdings bereits in der Gruppenphase aus.